# 美力時集團
美力時集團有限公司，簡稱美力時集團，以及美力時（英語：MATRIX HOLDINGS LIMITED，港交所：1005），於1979年由當時創辦人黃澤鴻創立。
現時由鄭榕彬（公司主席，香港賽馬會馬匹「佳意馬」（原名「農作小區」）馬主）和Arnie Rubin（總裁）為主要管理。業務在全球經營生産的玩具包括塑料玩具，壓鑄玩具和毛絨玩具，除此之外，還包括模具制造、生產及設計。
而股份在1994年2月18日，於香港交易所主板上市。總部位於香港尖沙咀東部麽地道66號尖沙咀中心2樓223-231室。

## 連結
- Matrix.hk.com （页面存档备份，存于）